# Acfas
L'Acfas est une organisation sans but lucratif canadienne qui s'est donné comme mission de promouvoir l'activité scientifique, de stimuler la recherche et de diffuser le savoir en français. Elle est fondée en 1923 par un groupe de professeurs de l'Université de Montréal, dont le médecin et radiologue Léo Pariseau, le frère Marie-Victorin, botaniste, et l'économiste Édouard Montpetit,. L'association représente tous les domaines de recherche, de l’éducation à la biochimie, de la sociologie au génie mécanique.
L'Acfas a successivement été nommée Association canadienne-française pour l'avancement des sciences (1923-2001), puis Association francophone pour le savoir (2001 - mai 2019). Elle est désormais dénommée Acfas, tout simplement.

## Historique
« [...] Si nous avions jadis favorisé la recherche scientifique, nous aurions réalisé on ne sait combien d'économies, ouvert au commerce, à l'agriculture, à l'industrie des domaines nouveaux et profitables »

— Omer Héroux, 7 octobre 1937, Le Devoir
L'Association canadienne-française pour l'avancement des sciences est créée le 15 juin 1923 à Montréal. L’Acfas est « la huitième association du genre dans le monde » après le Royaume-Uni (1831), l’Italie (1839), les États-Unis (1848), la France (1872), l’Australie-Nouvelle-Zélande (1887), l’Afrique du Sud (1902) et l’Inde (1912).
Au moment où les premiers « professionnels » de la science sont encore en formation, l’Acfas participe à l’émergence d’une communauté scientifique « canadienne-française ». Pour aider à construire cette communauté, l’Acfas s'engage d’abord à promouvoir l'enseignement des sciences. Parallèlement, ses membres se font vulgarisateurs et l’Acfas seconde toute initiative en culture scientifique. En 1933, l'Acfas tient son premier congrès, présentant 166 communications. Les avancées scientifiques occupent un espace médiatique important; le journal québécois Le Devoir imprime en page 3 le programme complet et un résumé des discours d'ouverture.
De discours présidentiels en commission royale, l’Acfas représente les enjeux de la recherche auprès du politique. En 1936, le gouvernement québécois fait passer de 1 000 $ à 5 000 $ sa subvention annuelle à l'organisme. En 1937, le frère Marie-Victorin est nommé président de l'association.
En 1974.Livia Thür est la première femme à accéder à la présidence de l'Acfas. En 1978, l’idée de transformer l’Acfas en une « Association québécoise pour l’avancement des sciences » (AQAS) a été rejetée, car elle paraissait « exclure les chercheurs francophones des autres provinces canadiennes ». Ce n’est qu’en 2001 que « l’Acfas est renommée Association francophone pour le savoir, une dénomination plus moderne qui souligne néanmoins le caractère francophone de la société ». Elle garde cependant le même acronyme (Acfas).
Avec près de 6 000 chercheurs-participants provenant d'une trentaine de pays, plus de 3 000 communications et environ 200 colloques, le congrès annuel de l'Acfas est considéré comme le plus important événement scientifique multidisciplinaire de la Francophonie. Tous les grands champs de la recherche y sont abordés : sciences de la vie et de la santé, sciences physiques, mathématiques et génie, lettres, arts et sciences humaines, sciences sociales et éducation.

3e Congrès de l'Acfas (Association canadienne-française pour l'avancement des sciences), Montréal, Québec, Canada, 22 octobre 1935.

## Activités de l'Acfas

### Événements
- Congrès annuel de l'Acfas
- Gala de l'Acfas[7]
- Forum international Sciences Société
- Journées de la relève en recherche (#J2R)
- Vulgarisathon, le marathon de la vulgarisation
- Activités Science-moi!
- Vitrines des savoirs
- Causeries

### Publications
- Magazine de l'Acfas[8]
- RaccourSci, la communication scientifique sans détour
- Bulletin Savoirs
- Avis et mémoires[9],[10],[11]
- Cahiers scientifiques
- Guide pratique de vulgarisation[12]

### Prix et concours
- Prix Acfas[13]
- Concours Génies en affaires
- Concours La preuve par l'image
- Concours Ma thèse en 180 secondes (#MT180)
- Concours de vulgarisation de la recherche

### Productions
- La fabuleuse histoire des sciences au Québec

### Activités relatives à Wikipédia
- Ateliers de contribution à Wikipédia
- Conférences en lien avec les projets Wikimedia[14]

### Baladodiffusion
- Le savoir et le dire : itinéraire de la recherche en français[15]

## Gouvernance
En tant qu'organisation sans but lucratif, l'Acfas est gouvernée par un conseil d'administration composé de 18 membres issus des catégories suivantes :
- Membres provenant d'universités, de centres affiliés ou des cégeps;
- Membres étudiants ou postdoctorants;
- Membres provenant des centres de valorisation et de transfert, de la recherche privée, gouvernementale ou paragouvernementale, du milieu des affaires ou de l'industrie;
- Membres provenant du milieu des communications scientifiques, travaillant au sein d'organismes à but non lucratif ou issus du grand public.

Depuis 2011, les membres du conseil d'administration sont élus par suffrage électronique. Ils représentent généralement tous les domaines de recherche. Le plan stratégique a été adopté par le conseil d'administration de l'Acfas à l'occasion de sa réunion régulière de l'automne 2014. Il couvre une période de 5 ans et se terminera donc en 2019. Depuis mars 2024, Mathieu Maltais est président de l'Acfas.
Sections régionales
L'Acfas a mis en place des regroupements de membres appelés « Sections régionales », afin de lui permettre de mieux remplir sa mission au sein de la Francophonie canadienne :
- Acfas-Nouvel-Ontario;
- Acfas-Manitoba;
- Acfas-Saskatchewan[18];
- Acfas-Alberta;
- Acfas-Acadie;
- Acfas-Toronto.

## Prises de position dans l'espace public
L'Acfas prend position publiquement sur des enjeux concernant le système de recherche et d'innovation, et ce, dans l'objectif de préserver l'intégrité du système de recherche et d'augmenter la visibilité des chercheurs dans l'espace public,,,.
L'organisation a notamment pris position sur la liberté d'expression des chercheurs à l'emploi du gouvernement fédéral, sur le financement de la recherche au Québec et au Canada, et enfin, sur les politiques scientifiques,. En 2012, l'organisation a mené une consultation au sein du milieu du réseau de la recherche, de l'innovation et du transfert des connaissances, en vue de l'établissement d'une nouvelle politique nationale de recherche et d'innovation (PNRI) au Québec.

## Congrès annuel de l'Acfas
Le congrès annuel de l'Acfas est considéré comme le plus grand rassemblement scientifique multidisciplinaire de la francophonie. Tous les ans depuis 1933, chercheurs et professionnels s'y rassemblent pour présenter leurs plus récents travaux, connaître les derniers développement en recherche, débattre de questions d'actualité et échanger des idées avec des collègues, des associations et des groupes participants.
Format
D'une durée de 5 jours, ce congrès se déroule habituellement en mai, en collaboration avec une université hôtesse, au Québec ou au Canada. À ce titre, le 80e Congrès a fait exception puisqu'il s'est déroulé au Palais des congrès de Montréal, en collaboration avec l'ensemble des universités et des collèges.
L'accès aux colloques scientifiques et colloques Enjeux de la recherche est payant, tandis que l'accès aux séances de communications libres et aux activités grand public est à présent gratuit,.
Son format est comparable à celui du congrès annuel tenu par l'American Association for the Advancement of Science (AAAS).
Dimension internationale
Bien que la plupart des participants soient d'origine canadienne, près de 10 % des participants sont originaires d'une trentaine de pays francophones ou francophiles,, en majorité de la France et la Belgique.
Appel de propositions et évaluation
Toutes les communications réalisées à l'occasion de ce congrès scientifique sont évaluées par un comité de pairs, appelé « Comité scientifique », composé de chercheurs reconnus dans leur domaine.
Programme
Le programme du congrès de l'Acfas est publié tous les ans, au mois de mars. Il comprend entre 3000 et 4000 communications réparties comme suit :
- des colloques scientifiques présentant des résultats de recherche articulés autour d'une thématiques (entre 150 et 200 colloques);
- des colloques Enjeux de la recherche présentant des discussions et débats autour de sujets concernant la recherche, comme l'éthique, la relève scientifique, les politiques scientifiques, la communication scientifique, etc.;
- des séances de communications libres regroupant par thématiques des communications scientifiques, indépendantes les unes des autres;
- des activités grand public, permettant de créer un espace de dialogue entre la science et la société.

Les plus récents programmes sont disponibles en format numérique sur le site Internet de l'Acfas.

## LeMagazine de l'Acfas
L'Acfas publie depuis 1984 une revue traitant de la recherche dans tous les domaines. De 1984 à 2000, elle a porté le nom d'Interface,, puis elle a été renommée Découvrir  en 2001. La publication imprimée a pris fin en mai 2010 et Découvrir est devenu un magazine numérique en septembre 2011. Les chercheurs sont les principaux rédacteurs du magazine, tel que le souligne le projet éditorial. En 2019, la publication prend tout simplement le nom de Magazine de l'Acfas.

### Chroniques
- Récits de recherches (article de vulgarisation d'une recherche réalisée par le chercheur lui-même)
- Pourquoi j'ai écrit ce livre (des auteurs présentent leurs écrits)
- Tribune libre (ouverte à tous, chercheurs et citoyens)
- Entretiens (entrevues avec des chercheurs ou des acteurs du milieu de la recherche)Dossiers thématiques :

### Dossiers Enjeux de la recherche
- Histoire de la recherche
- Vie intérieure
- Francophonie canadienne
- Expertise
- Habiter
- Culture scientifique
- Santé psychologique des chercheurs
- Chiffres,
- Etc.

### Dossiers Relève
- Mille objets, mille méthodes
- La recherche sous inspiration
- Santé psychologique des étudiants-chercheurs
- Postdoctorat
- Engagement social
- Parcours multiples
- Etc.

## Prix Acfas
Depuis 1944, l'Association remet annuellement les prix suivants à des chercheuses et des chercheurs de toutes disciplines :
- Prix Acfas Adrien-Pouliot, coopération scientifique avec la France (remis depuis 2001) ;
- Prix Acfas André-Laurendeau, sciences humaines (remis depuis 1986) ;
- Prix Acfas Collaboration interordre - collégial et universitaire[41] (sera remis une première fois en 2024)
- Prix Acfas Denise-Barbeau, recherche au collégial (remis depuis 2014);
- Prix Acfas Gilles-Paquet, francophonie minoritaire canadienne (remis depuis 2023 : lauréate 2023 Annette Boudreau[42])
- Prix Acfas Jacques-Rousseau, multidisciplinarité (remis depuis 1981);
- Prix Acfas Jeanne-Lapointe, sciences de l'éducation (remis depuis 2020)[43]
- Prix Joseph-Armand-Bombardier, innovation technologique (remis de 1980 à 2010);
- Prix Acfas Léo-Pariseau, sciences de la santé et sciences biologiques (remis depuis 1944);
- Prix Acfas Michel-Jurdant, sciences de l'environnement (remis depuis 1985);
- Prix Acfas Pierre-Dansereau, engagement social du chercheur (remis depuis 2012);
- Prix Acfas Thérèse-Gouin-Décarie, (anciennement prix Acfas Marcel-Vincent), sciences sociales (remis depuis 1975);
- Prix Acfas Urgel-Archambault, sciences physiques, mathématiques, informatique et génie (remis depuis 1953).

L'association remet également régulièrement des mentions de membres émérites. Les personnes suivantes ont reçu cette mention récemment :
| Année de nomination | Nom                             | Institution                                  | Domaine de recherche             |
| ------------------- | ------------------------------- | -------------------------------------------- | -------------------------------- |
| 2025                | Rémi Quirion                    | Fonds de recherche du Québec                 | Scientifique en chef             |
| 2023                | Linda Cardinal                  | Université de l'Ontario français             | Science politique                |
| 2023                | André Fauchon                   | Université de Saint-Boniface                 | Géographie                       |
| 2022                | Pierre Noreau                   | Université de Montréal                       | Droit                            |
| 2022                | Monique Cormier                 | Université de Montréal                       | Linguistique                     |
| 2022                | Christiane Bernier              | Université Laurentienne                      | Sociologie                       |
| 2022                | Guy Laforest                    | ÉNAP et Université Laval                     | Science politique                |
| 2021                | Esther Gaudreault               | Acfas                                        | Gestionnaire                     |
| 2021                | Francis Weil                    | Université de Moncton                        | Astronomie                       |
| 2020                | Mireille Mathieu                | Université de Montréal                       | Psychologie                      |
| 2020                | Gratien Allaire                 | Université Laurentienne                      | Francophonie canadienne          |
| 2019                | Ibrahima Diallo                 | Université de Saint-Boniface                 | Biologie                         |
| 2019                | Christophe K. Jankowski         | Université de Moncton                        | Chimie                           |
| 2012                | Pierre Demers (1914-2017)       | Université de Montréal                       | Physique                         |
| 2008                | Yves Gingras                    | Université du Québec à Montréal              | Histoire                         |
| 2005                | Maryse Lassonde                 | Université de Montréal                       | Neuropsychologie                 |
| 2005                | Bernard Robaire                 | Université McGill                            | Pharmacologie                    |
| 2004                | Andrée Roberge                  | Le Groupe Neuro                              | Biochimie médicale               |
| 2004                | André Boudreau                  | Université Laval                             | Linguistique                     |
| 2004                | Camille Limoges                 | Université du Québec à Montréal              | Histoire                         |
| 2003                | Jacques Genest (1919-2018)      | Institut de recherches cliniques de Montréal | Cardiologie                      |
| 2003                | Robert Marchessault (1928-2015) | Université de Montréal et Université McGill  | Chimie                           |
| 2002                | André Fortin                    | Université de Montréal                       | Mycologie                        |
| 2002                | Léa Brakier-Gingras             | Université de Montréal                       | Biologie                         |
| 2002                | Mircea Steriade (1924-2006)     | Université Laval                             | Neurosciences                    |
| 2001                | Jean-Marc Lalancette            | Université de Sherbrooke                     | Chimie                           |
| 2001                | René J.-A. Lévesque (1926-2005) | Université de Montréal                       | Physique                         |
| 2001                | Charles Terreault               | Polytechnique Montréal                       | Génie / télécommunications       |
| 2000                | Olivier Bilodeau                | Université d'Ottawa                          | Faculté des sciences et de génie |

## Concours
Tous les ans, l'Acfas appelle les étudiants-chercheurs et les chercheurs à participer à plusieurs concours permettant de leur donner davantage de visibilité.

### Concours La preuve par l'image
Depuis 2010, ce concours est dédié aux images issues de recherches scientifique, réalisées dans tous les domaines de la connaissance. Il s'adresse à tout individu ou groupe, exerçant une activité de recherche dans le domaine public ou privé. Une banque de plus de 180 images a été constituée par l'Acfas à la suite des différentes éditions de ce concours.

### Concours de vulgarisation de la recherche
Le Concours de vulgarisation de la recherche de l'Acfas rend accessible au grand public des travaux réalisés dans tous les domaines du savoir. Il s'adresse aux étudiants universitaires à la maîtrise, au doctorat et au post-doctorat. Des prix sont remis chaque année, depuis la création du concours en 1993. Depuis 2015, les participants peuvent remettre des propositions aux formats audio, bande dessinée et vidéo, en plus du format texte. Aussi, les lauréats voient leurs propositions publiées dans un grand quotidien québécois.

### Concours Ma thèse en 180 secondes
Depuis 2012, le concours national et international Ma thèse en 180 secondes permet à des étudiants de présenter leur sujet de recherche, en français et en termes simples, à un auditoire profane et diversifié. Chaque étudiant ou étudiante exécute en trois minutes top chrono, un exposé clair, concis et néanmoins convaincant sur son projet de recherche. Il est la déclinaison du concours Three minute thesis. Si l'ambiance se veut festive, les présentations respectent des standards de qualité en termes scientifique et de vulgarisation. En 2013, 17 candidats issus de 17 universités canadiennes ont participé au concours et un projet pilote a été organisé en Europe avec l'université de Lorraine, en France, et l'université de Liège, en Belgique. En 2016, vingt candidats de dix pays différents sont présents pour la finale internationale à Rabat. L'organisation reste décentralisée entre différentes associations nationales. En octobre 2022, l’Acfas a accueilli le concours international de MT180 au Québec, au Théâtre d’Outremont à Montréal. Plus de 20 finalistes ont participé à la finale internationale représentant plus de 20 pays différents. Le Canada était représenté par Audréanne Loiselle, étudiante au doctorat au Département de sciences biologiques de l’Université de Montréal. La gagnante du concours international était Mané Seck, du Sénégal, avec sa présentation sur l’électronique verte.

### Concours Génies en affaires
Le concours est lancé en 2016. Il invite les étudiants chercheurs. Les participants doivent présenté une innovation issue de leurs travaux de recherche, réalisés dans un établissement d'enseignement supérieur canadien.

## Productions
Le 14 septembre 2022, l'Acfas lance avec Savoir média la série en 10 épisodes La fabuleuse histoire des sciences au Québec, en collaboration avec les Fonds de recherche du Québec.